# Nagy Vörös Folt

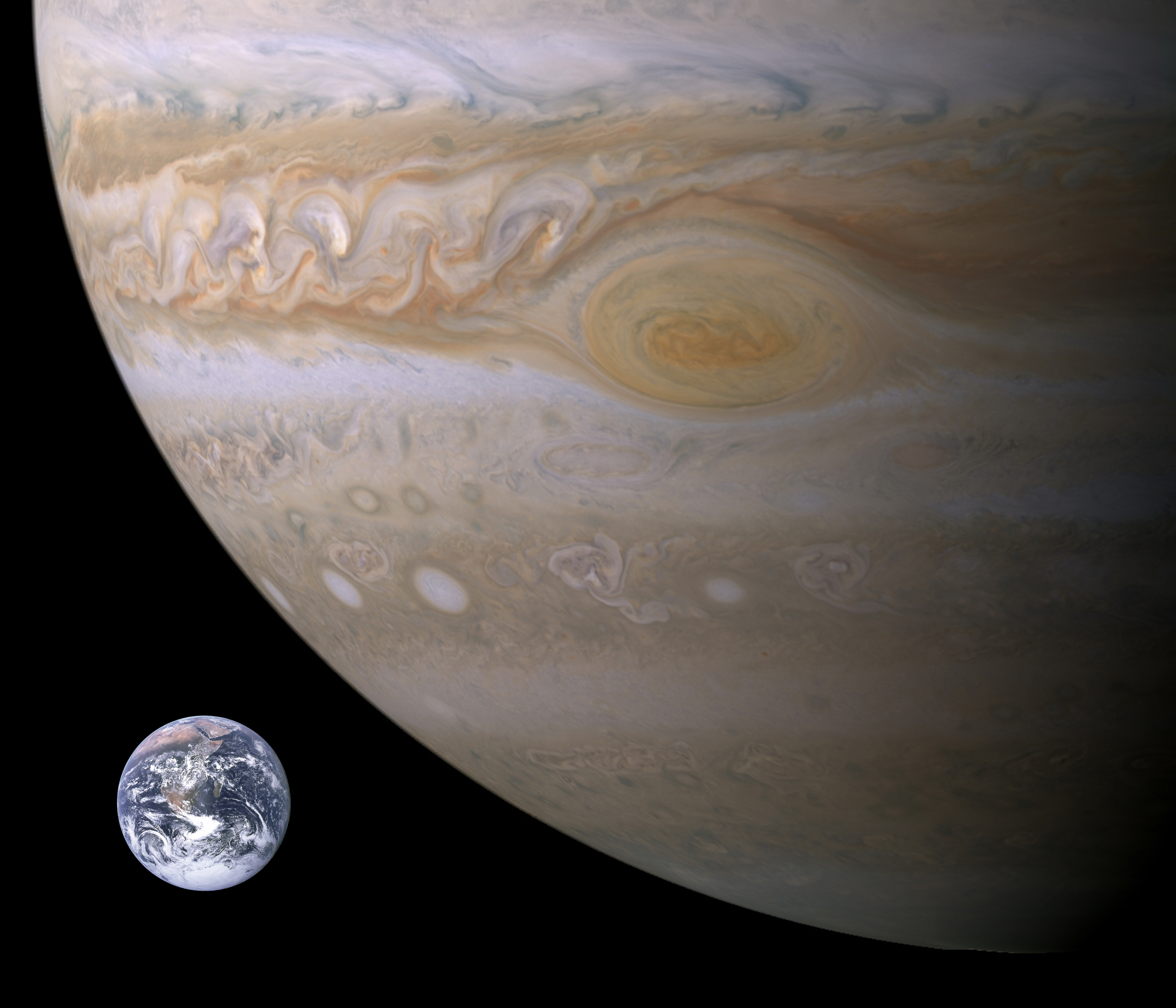
A Jupiter Nagy Vörös Folt-ja és a Föld (balra lent) méretének összehasonlítása

A Nagy Vörös Folt a Jupiter bolygó jellegzetes légköri formációja, ami a Földről amatőr amatőrcsillagászati távcsövekkel is felismerhető.

## Jellemzői
Egy hatalmas, nagynyomású anticiklon a déli féltekén, a 20° déli szélesség körül; a ciklon keringési periódusa körülbelül 7 nap.  Alakja ovális, színe jelenleg vöröses (színe az idők folyamán változott). Az első tudományos megfigyelést és leírást 1831-ben Heinrich Schwabe végezte. A folt összességében mintegy 300 éve ismert jelenség. Mérete is ingadozó: észak-déli irányban 10 000-14 000 km, kelet-nyugati irányban 24 000-40 000 km közötti. Helyzete a földrajzi hosszúság tekintetében is változik, a 20. század folyamán mintegy három teljes fordulatot tett meg a bolygó felszíne fölött. A földrajzi hosszúság 90-napos periodicitást mutat, aminek során helyzete 2000 km-t eltolódik a korábbi helyéhez képest.
Magassága a környező felhőknél 8 km-rel is nagyobb lehet.
Kialakulásának oka valószínűleg az ellentétes irányú kelet / nyugati áramlások által keltett örvények.
A Hubble űrtávcső 2014-es adatai szerint a folt mérete rohamosan csökken, évente mintegy 1000 km-rel, jelenlegi legnagyobb mérete 23 335 km. A csökkenés oka ismeretlen, mértékének megállapításához amatőr megfigyelők is hozzájárultak. Más mérések szerint a csökkenés kisebb mértékű: a folt nagyobbik átmérője 2014-től 2015-ig 240 km-rel csökkent, alakja oválisból kerekebbé vált, színe a vöröses helyett narancsos árnyalatot vett fel. Szintén a Hubble által 2023-ban és 2024-ben gyűjtött adatok szerint viszont a folt alakjának változása periodikus, mozgását zselatinhoz hasonlították. Ettől függetlenül alakja és mozgása valószínűleg stabilizálódni fog, ahogy mérete tovább csökken.

## Összetétele
Kevin Baines (NASA Jet Propulsion Laboratory, Pasadena), a Cassini űrszonda tudományos csapatának tagja szerint a folt vöröses színét a felhőben nagy magasságban megtalálható ammónia és acetilén a Nap ultraviola sugárzásának hatására bekövetkező lebomlása okozza. Ezt laboratóriumban kísérletileg is igazolták. A tudósok kezdetben az összetettebb ammónium-hidroszulfid molekulával kísérleteztek, mert erről tudjuk, hogy megtalálható a Jupiter egyik felhőrétegében. A besugárzott gáz azonban világoszöld színt produkált.
A Jupiter felhőrétege magasság szerint jól elkülöníthető összetevőkből áll (felülről lefelé haladva): ammónia, ammónium-hidroszulfid, víz.